# مونت‌موریس (میشیگان)
مونت‌موریس، میشیگان (به انگلیسی: Mount Morris, Michigan) یک شهر در ایالات متحده آمریکا با جمعیت ۳٬۰۸۶ نفر است که در میشیگان واقع شده‌است.

## موقعیت جغرافیایی
موقعیت جغرافیایی شهرها و مناطق اطراف به شرح زیر است: